# 絞胎瓷
絞胎，是由兩種或以上不同顏色的瓷泥糅合拉出坯形，燒製而成的陶瓷器。過程中以不同方式絞揉，泥坯也呈現出不同的花紋，可以是木紋、水紋，石紋或各種雲紋，也可加入切割、編織等技巧造成較複雜如蓆編、菊花及羽毛等花紋，變化無窮。 
絞胎瓷最早出現於唐朝，至宋朝當陽峪窯發揚光大。但經北宋末年戰亂，至元代起已銷聲匿跡，再也沒發現這類瓷器，技術也已失傳。
絞胎瓷的特點是圖案帶點不規則，風格自然，且紋理表裏如一，有「瓷中君子」之譽。絞胎瓷因用上不同的泥，燒製時容易因為不同的膨脹系數而爆烈，且工序繁複，成品率較低。
近年經政府及一些人士的努力鑽研下，再重新將這種技藝重現出來。

## 列入非遗
2014年，「當陽峪絞胎瓷燒製技藝」被列為中國國家級非物質文化遺產名錄。